# Comuna Lupac, Caraș-Severin
Lupac (croată Lupak, sârbă Лупак) este o comună în județul Caraș-Severin, Banat, România, formată din satele Clocotici, Lupac (reședința), Rafnic și Vodnic. La recensământul din 2002, comuna avea o populație majoritară de croați carașoveni (93,38%).

## Descrierea stemei
Stema comunei Lupac se compune dintr-un scut triunghiular cu marginile rotunjite, scartelat. În primul cartier, în dreapta, în câmp de argint, se află o intrare de mină, de culoare neagră, cu două ciocane încrucișate de argint. În al doilea cartier, în stânga, în câmp roșu, se află un arbore dezrădăcinat, de aur. În al treilea cartier, în dreapta, în câmp roșu, se află brațele egale, de argint, ale unei cruci treflate. În al patrulea cartier, în stânga, în câmp de argint, se află brațele egale, de culoare roșie, ale aceleiași cruci treflate. Scutul este timbrat de o coroană murală de argint cu un turn crenelat.
Intrarea în mină reprezintă ocupația de bază a locuitorilor, deținând ponderea în economia localității. Pomul dezrădăcinat este imaginea fondului forestier, o bogăție naturală a zonei. Crucea treflată face trimitere la elementul etnic și religios croat, majoritar în zonă. Coroana murală cu un turn crenelat semnifică faptul că localitatea are rangul de comună.)

## Demografie
Componența etnică a comunei Lupac
     Croați (86,22%)
     Români (7,92%)
     Romi (1,24%)
     Alte etnii (0,5%)
     Necunoscută (4,13%)
Componența confesională a comunei Lupac
     Romano-catolici (90,47%)
     Ortodocși (4,58%)
     Alte religii (0,7%)
     Necunoscută (4,25%)
Conform recensământului efectuat în 2021, populația comunei Lupac se ridică la 2.423 de locuitori, în scădere față de recensământul anterior din 2011, când fuseseră înregistrați 2.677 de locuitori. Majoritatea locuitorilor sunt croați (86,22%), cu minorități de români (7,92%) și romi (1,24%), iar pentru 4,13% nu se cunoaște apartenența etnică. Din punct de vedere confesional, majoritatea locuitorilor sunt romano-catolici (90,47%), cu o minoritate de ortodocși (4,58%), iar pentru 4,25% nu se cunoaște apartenența confesională.

## Politică și administrație
Comuna Lupac este administrată de un primar și un consiliu local compus din 11 consilieri. Primarul, Marian Lauș[*], de la Partidul Social Democrat, este în funcție din 1 noiembrie 2024. Începând cu alegerile locale din 2024, consiliul local are următoarea componență pe partide politice:
|  | Partid                        | Consilieri | Componența Consiliului | Componența Consiliului | Componența Consiliului | Componența Consiliului | Componența Consiliului | Componența Consiliului |
|  | ----------------------------- | ---------- | ---------------------- | ---------------------- | ---------------------- | ---------------------- | ---------------------- | ---------------------- |
|  | Partidul Social Democrat      | 6          |                        |                        |                        |                        |                        |                        |
|  | Forța Dreptei                 | 2          |                        |                        |                        |                        |                        |                        |
|  | Uniunea Croaților din România | 1          |                        |                        |                        |                        |                        |                        |
|  | Partidul Național Liberal     | 1          |                        |                        |                        |                        |                        |                        |
|  | Partidul S.O.S. România       | 1          |                        |                        |                        |                        |                        |                        |

## Legături externe

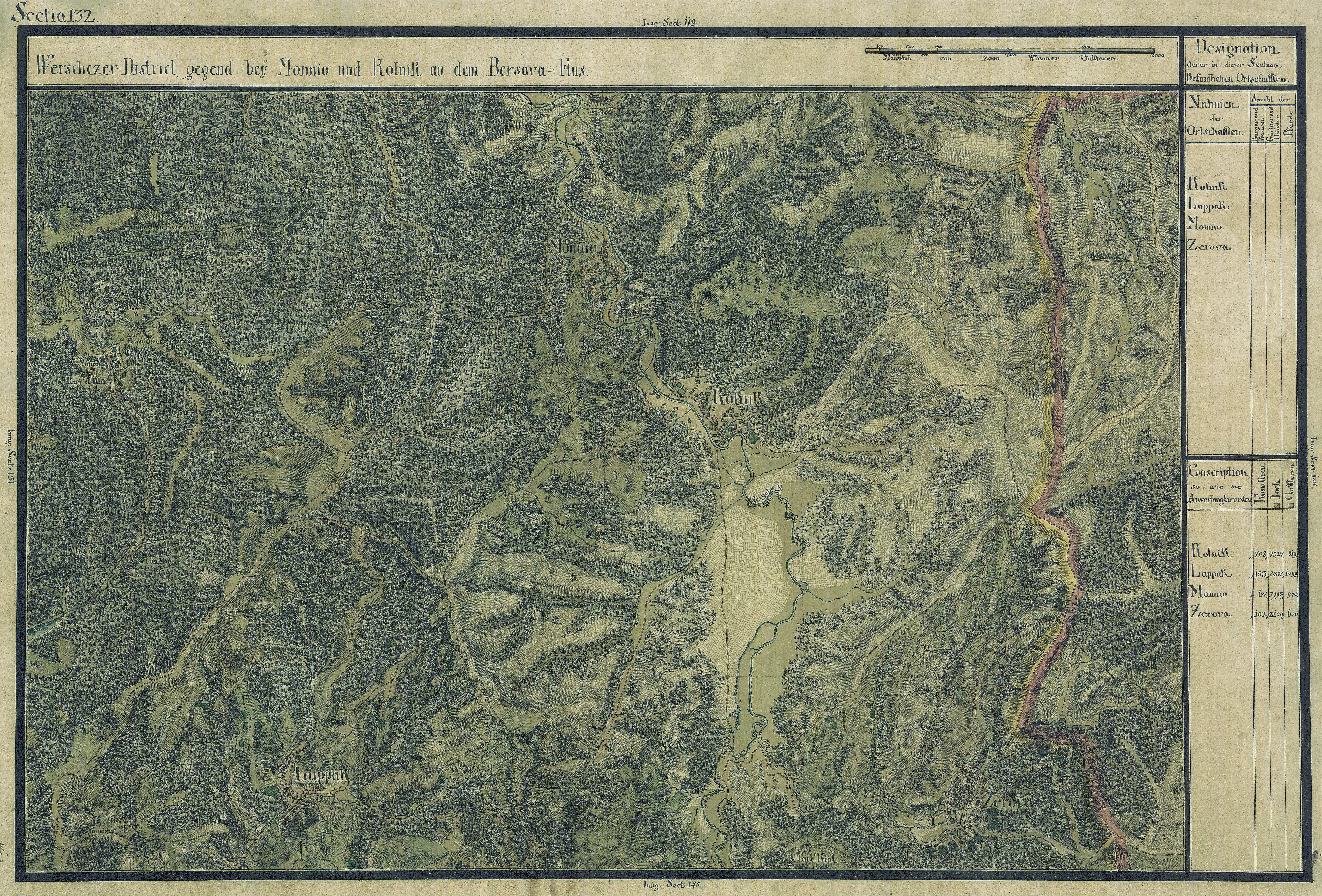
Lupac în Harta Iosefină a Banatului, 1769-72